# Liste der Auslandsvertretungen von Barbados

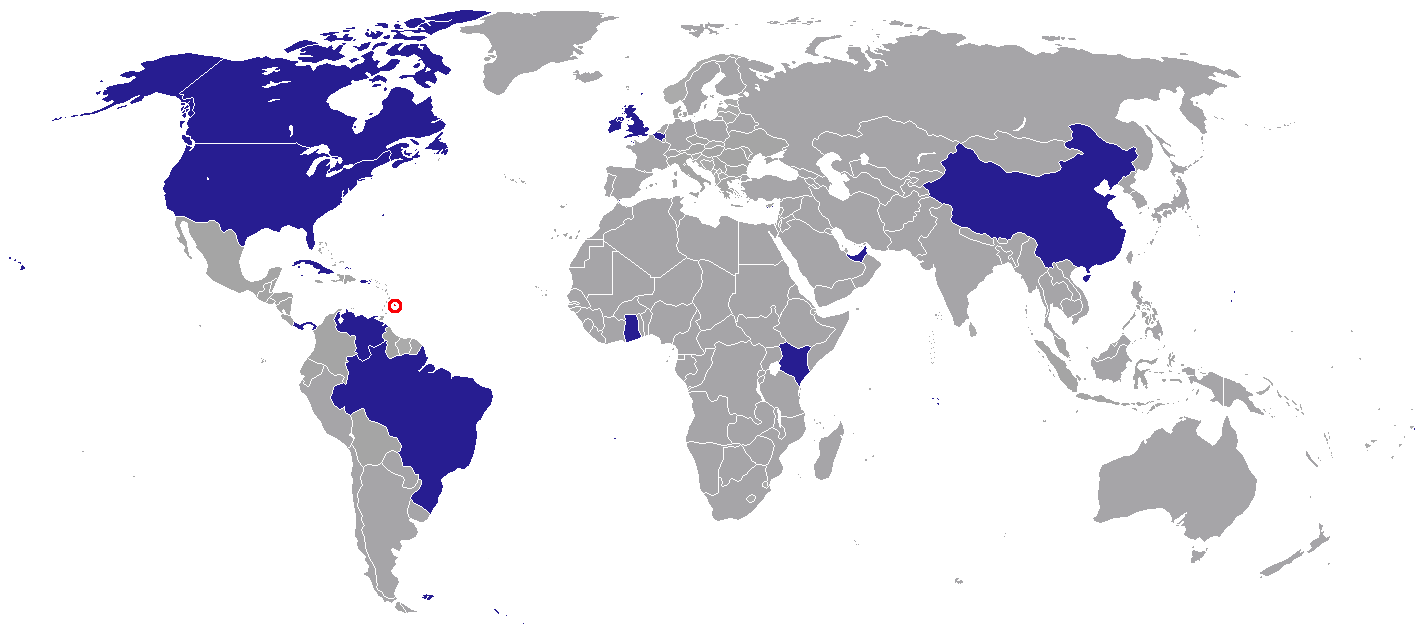
Standorte der diplomatischen Vertretungen von Barbados

Dies ist eine Liste der diplomatischen und konsularischen Vertretungen von Barbados.

## Diplomatische und konsularische Vertretungen

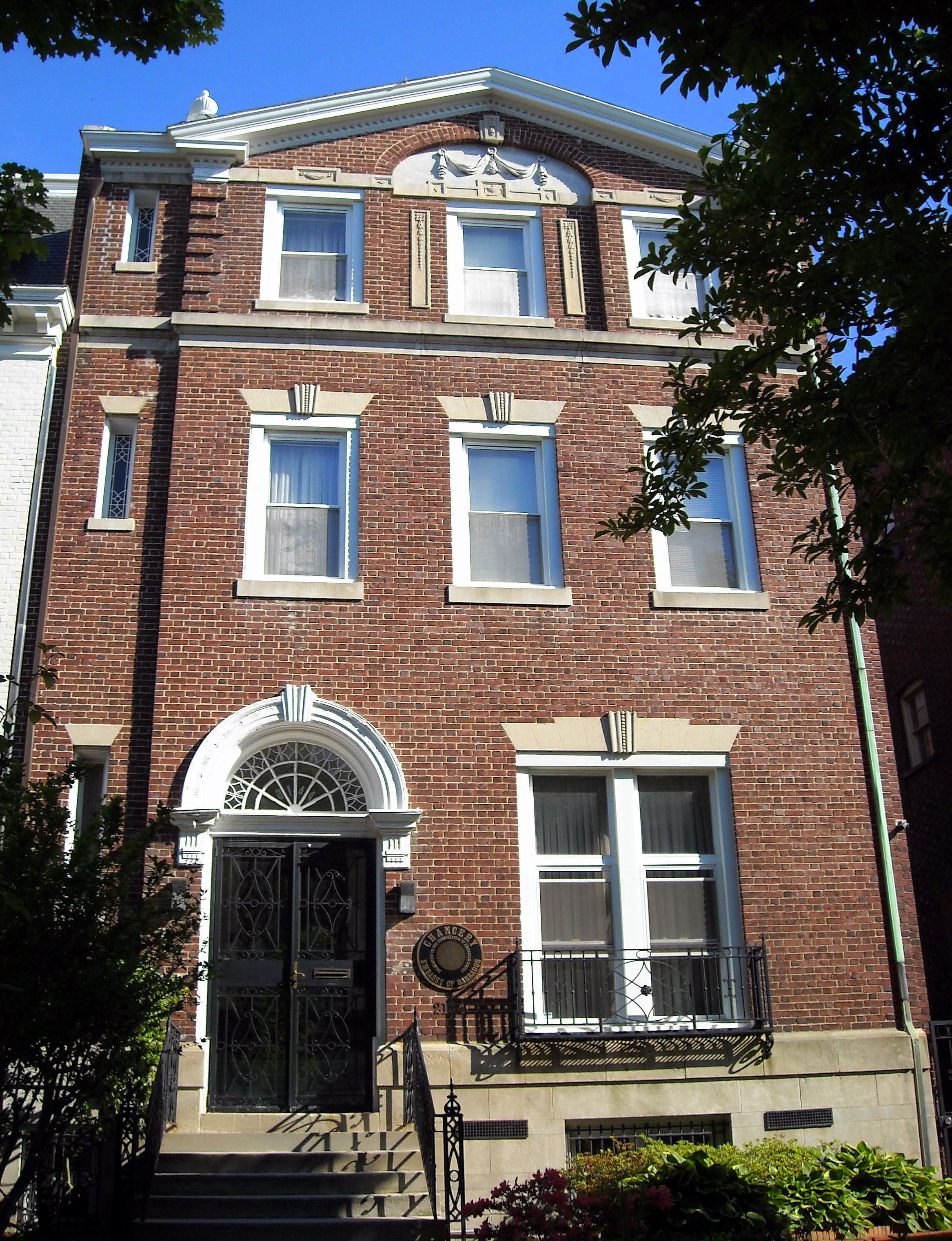
Botschaft von Barbados in Washington, D.C.

### Afrika
- Ghana: Accra, Hohe Kommission
- Kenia: Nairobi, Hohe Kommission

### Asien
- Volksrepublik China: Peking, Botschaft
- Vereinigte Arabische Emirate: Abu Dhabi, Botschaft

### Europa
- Belgien: Brüssel, Botschaft
- Vereinigtes Königreich: London, Hohe Kommission

### Nordamerika
- Kanada: Ottawa, Hohe Kommission
- Kanada: Toronto, Generalkonsulat
- Kuba: Havanna, Botschaft
- Panama: Panama-Stadt, Botschaft
- Vereinigte Staaten: Washington, D.C., Botschaft
- Vereinigte Staaten: Miami, Generalkonsulat
- Vereinigte Staaten: New York, Generalkonsulat

### Südamerika
- Brasilien: Brasília, Botschaft
- Venezuela: Caracas, Botschaft

## Vertretungen bei internationalen Organisationen
- Vereinte Nationen: New York, Ständige Mission
- Vereinte Nationen: Genf, Ständige Mission
- OAS: Washington, D.C., Ständige Mission